# Gasteropelecidae

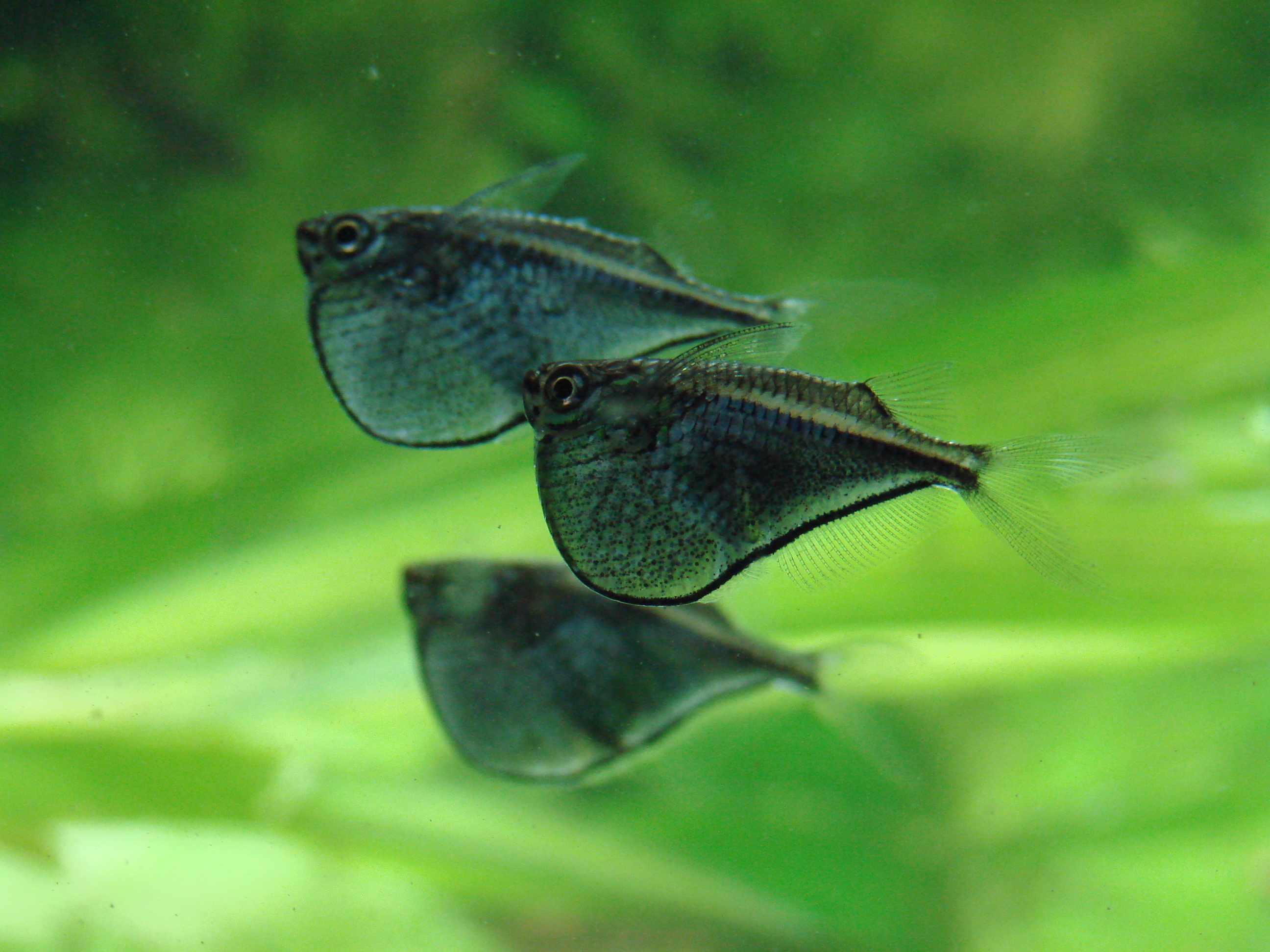
Volador (Thoracocharax securis).

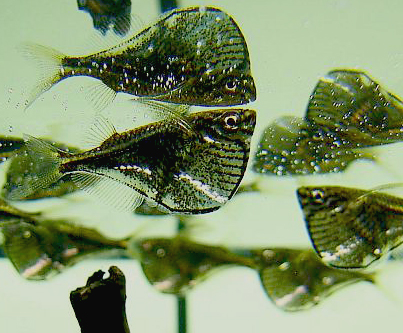
Carnegiella marthae

Los pechitos o voladores pertenecen a la familia Gasteropelecidae de peces de río, incluido en el orden Characiformes. Su nombre procede del griego: gaster (estómago) + pelekis (hacha).
Se encuentra en ríos y lagos de Panamá y en todos los países de América del Sur excepto en Chile. Los miembros de esta familia son recolectados para su uso comercial en acuariología.

## Morfología
Cuerpo entre 21 y 68 cm de longitud; tienen el hueso frontal estriado longitudinalmente; las aletas pélvicas y sus huesos asociados son diminutos; tienen una región en la cintura pectoral con un núsculo convexo alargado y poderoso, compuesto de una gran extensión del coracoides fusionado en un único hueso en forma de abanico ondulado, lo que les dé el nombre común de «pechitos».
Su línea lateral se extiende por la parte posterior del vientre hasta alcanzar la terminación de la aleta anal; una aleta adiposa se encuentra presente en las especies de mayor tamaño pero ausente en las más pequeñas.

## Capacidad
Todas las especies son capaces de dar saltos en el aire relativamente altos y a gran distancia, mediante sus modificadas aletas pectorales y pesada musculatura pectoral, con lo que pueden escapar de sus depredadores o colonizar nuevas charcas.

## Géneros y especies
Existen 9 especies agrupadas en 3 géneros:
- Género Carnegiella (Eigenmann, 1909)
  - Carnegiella marthae (Myers, 1927)
  - Carnegiella myersi (Fernández-Yépez, 1950) - Pechito
  - Carnegiella schereri (Fernández-Yépez, 1950) - Pechito
  - Carnegiella strigata (Günther, 1864) - Pechito jaspeado.
- Género Gasteropelecus (Scopoli, 1777)
  - Gasteropelecus levis (Eigenmann, 1909)
  - Gasteropelecus maculatus (Steindachner, 1879)
  - Gasteropelecus sternicla (Linnaeus, 1758) - Pechito plateado de raya negra o volador.
- Género Thoracocharax (Fowler, 1907)
  - Thoracocharax securis (De Filippi, 1853) - Volador.
  - Thoracocharax stellatus (Kner, 1858) - Chirola, pechito, pechudito, pechito plateado, pesetita o volador.